# 147 – Rat auf Draht
Die Rat auf Draht gemeinnützige GmbH ist Träger der österreichischen Notrufnummer für Kinder und Jugendliche. Diese können sich rund um die Uhr vertraulich und kostenlos mit jedem Anliegen an die Notrufnummer 147 wenden. Darüber hinaus betreibt die Organisation eine Website für Kinder und Jugendliche mit einer Online-Applikation für vertrauliche Beratung, einem vertraulichen Chat und Informationen zu jugendspezifischen Themen. Täglich wenden sich rund 250 Kinder und Jugendliche an den Beratungsdienst. Rat auf Draht bietet auch für Eltern und Bezugspersonen von Minderjährigen Beratung und Informationen über die Rat auf Draht Elternseite an. Rat auf Draht betreibt auch die österreichische Hotline für vermisste Kinder unter der kostenlosen Rufnummer 116000 und ist Mitglied des europäischen Netzwerks für vermisste Kinder, namens Missing Children Europe.

## Geschichte
Am 3. Oktober 1987 strahlte der ORF die erste TV-Sendung aus, die als Ombudsstelle für Kinder und zum Schutz der Bedürfnisse der Zielgruppe in Österreich gedacht war. Die Themen waren zunächst im öffentlichen Bereich angesiedelt. Thematisiert wurden z. B.: schlecht abgesicherte Schulwege oder geplante Verbauungen von Spielplätzen. Unter einer Servicenummer konnten die Kinder und Jugendlichen der Redaktion ihre Anliegen mitteilen. Schon nach kurzer Zeit trugen die anrufenden Kinder akute persönliche Probleme an das Servicetelefon heran. Diese Anrufe erforderten ein promptes, einfühlsames Gespräch. Eine Telefonberatung wurde installiert. Der Dienst wurde zur Anlaufstelle für Probleme von Kindern und Jugendlichen. 1993 wurde Rat auf Draht als Sendung eingestellt und die individuelle Hilfe am Telefon erweitert.
Im Jahr 1997 übernahm das Bundesministerium für Inneres die Patenschaft von Rat auf Draht, wodurch die finanziellen Möglichkeiten erweitert wurden. Der Dienst wurde ab diesem Zeitpunkt nicht mehr ausschließlich vom ORF finanziert.
Nach mehrmaligen Wechsel der Rufnummer erhielt Rat auf Draht am 15. September 1999 die neue Rufnummer 147 aus dem Bereich der Notrufnummern. Dies bedeutete eine weitere Verbesserung des Dienstes. Als kostenlose Notrufnummer wird sie auf der Telefonrechnung nicht ausgewiesen, was bei schwierigen familiären Verhältnissen von Vorteil sein kann. Die Beratung mittels E-Mail kam im Jahr 2001 als Service hinzu.
Ab dem Jahr 2003 beteiligen sich alle Bundesländer an der Finanzierung des Dienstes. Eine eigene Homepage im Jahr 2005, und die Umstellung der E-Mail-Beratung auf eine webbasierte Applikation im Jahr 2007 garantiert den Kindern und Jugendlichen noch mehr Anonymität und Vertraulichkeit. Im Weiteren wurde eine Kooperation mit Saferinternet.at und der Initiative „Die Weiße Feder“ etabliert. Im Jahr 2008 kamen auf der Homepage Erziehungstipps für Erwachsene hinzu. Ab diesem Zeitpunkt werden auch diverse Elternratgeber veröffentlicht.
2012 wurde Rat auf Draht Träger der österreichischen Hotline für vermisste Kinder mit der Rufnummer 116000. Die Hotline für vermisste Kinder bietet kostenlos und rund um die Uhr vertrauliche Hilfe für Jugendliche, die von zu Hause abgängig oder ausgerissen sind und auch für deren Angehörige und Bezugspersonen.
Seit Februar 2014 wird 147 Rat auf Draht von SOS-Kinderdorf finanziert und betrieben.
Seit 2014 bietet Rat auf Draht mit der Chatberatung für Jugendliche ein weiteres niederschwelliges Beratungsangebot.
Da die sozialen Medien immer mehr zum fixen Bestandteil jugendlicher Lebenskultur werden, startete Rat auf Draht in den folgenden Jahren mit Informationskanälen auf unterschiedlichen Social-Media-Plattformen: 2009 auf Facebook, 2015 auf Instagram, 2016–2019 WhatsApp-Broadcast-Kanal und 2022 auf TikTok.
Seit 2020 wird ein zusätzliches niederschwelliges Beratungs- und Informationsangebot für Eltern und Bezugspersonen von Kindern über die Rat auf Draht Elternseite angeboten.
2021 wurde mit einem Pilotprojekt, bei dem Jugendliche selbst andere Jugendliche beraten, begonnen. Dieses Angebot der Peerberatung wird von Jugendlichen gut angenommen und ab 2023 ein permanentes Beratungsangebot.
Von Juli 2022 bis Juli 2023 wurde für Jugendliche aus der Ukraine, die aufgrund des Krieges nach Österreich gekommen sind, eine Chatberatung in ukrainischer Sprache angeboten.
Ende 2022 beteiligte sich Rat auf Draht an dem Social Start-up Projekt PATHfindr, einer Peerberatung, bei der Jugendliche auf der Plattform Discord andere Jugendliche zu Fragen der Ausbildungs- und Berufswahl beraten.

## Auszeichnungen
Für den Aufbau von Rat auf Draht erhielten am 15. November 2001 der ehemalige ORF-Hauptabteilungsleiter Jörg Ruminak das Große Ehrenzeichen für Verdienste um die Republik Österreich, und Michaela Cirka, ehemalige Leiterin des Dienstes, das Goldene Verdienstzeichen der Republik Österreich.
Im Jahr 2009 erhielt Rat auf Draht den Steirischen Kinderrechtpreis „TrauDi!“
2022 wurde Rat auf Draht für die Peerberatung mit dem österreichischen Jugendpreis in der Kategorie „Nationale Jugendarbeit“ ausgezeichnet.

## Angebot und Leistungen
Ein Experten-Team aus Psychologen, Pädagogen, Psychotherapeuten, Sozialberatern und einem Juristen bietet umfassende Beratung der Kinder und Jugendlichen rund um nahezu alle relevanten Themen dieser Altersgruppe. Sie unterstützen junge Menschen in schwierigen Lebenssituationen und dienen gleichzeitig als Vermittlungsstelle zu weiteren relevanten Diensten (öffentliches psychosoziales Netz etc.).
Auf der Website von Rat auf Draht befindet sich eine wachsende Zahl hilfreicher Informationen für Kinder und Jugendliche und auch einige Quizze. Das Angebot wird von der Redaktion regelmäßig erweitert und widmet sich immer wieder aktuellen Themen in Form von Newsbeiträgen.

## Organisation
Den Dienst führt seit Anfang 2014 eine gemeinnützige Gesellschaft von SOS-Kinderdorf aus. Die finanziellen Mittel werden durch einen eigens von ORF und SOS-Kinderdorf gegründeten Spendenverein sowie von SOS-Kinderdorf lukriert. Unterstützt wird die Finanzierung vom Sozialministerium, dem Innenministerium und den österreichischen Bundesländern.
Gemeinsam mit SaferInternet Österreich (Schutz und Aufklärung für Internetnutzer) und der Stopline Österreich (Meldestelle gegen Kinderpornografie und nationalsozialistische Wiederbetätigung) bildet die Rat auf Draht das „Safer Internet Centre Austria“.